# Southshore
 (juin 2022).
Le contenu est difficilement compréhensible vu les erreurs de traduction, qui sont peut-être dues à l'utilisation d'un logiciel de traduction automatique.
Southshore est une banlieue est, de la cité de Christchurch, située dans la partie moyenne de l’Île du Sud de la Nouvelle-Zélande.

## Caractéristique
C’est le siège de l’école de South New Brighton et d’une grande diversité de bars et de restaurants. Southshore est également riche en forêt et en vie sauvage.
Bien qu'elle fût appelée Southshore de façon informelle pendant plusieurs années auparavant, cette zone fut formellement nommée en 1955.

## Démographie
Southshore est une partie de la zone statistique de South New Brighton dite SA2.
Southshore, comprenant aussi la zone statistique SA1 no 7026559–560 et 7026572–575, couvre 1,24 km2, avait une population de 1 041 résidents lors du recensement de 2018 en Nouvelle-Zélande, en diminution de 96 personnes (-8,4 %) depuis le recensement de 2013, et une diminution de 354 personnes (-25,4 %) depuis le recensement de 2006. Il y avait 417 logements. On comptait 519 hommes et 525 femmes, dont 198 personnes (19,0 %) âgées de moins de 15 ans, 162 personnes (15,6 %) âgées de 15 à 29 ans, 498 personnes (47,8 %) âgées de 30 à 64 ans, et 183 personnes (17,6 %) âgées de 65 ans ou plus.
L'ethnicité était pour 94,2 % européens/Pākehā, 12,1 % Māori, 3,2 % personnes originaires du Pacifique, 2,6 % asiatiques, et 3,2 % d'une autre ethnicité (le total peut faire plus de 100 % dans la mesure où une personne peut s'identifier avec de multiples ethnicités).
Bien que certaines personnes refusent de donner leur religion, 59,7 % n'avaient aucune religion, 28,8 % étaient chrétiens, 0,3 % étaient hindouistes, 0,6 % étaient musulmans, 0,9 % étaient bouddhistes et 2,6 % avaient une autre religion.
Parmi les personnes d'au moins 15 ans, 195 personnes (23,1 %) ont un diplôme de premier cycle universitaire ou de niveau supérieur, et 117 personnes (13,9 %) n'ont aucune qualification formelle.
Parmi les personnes de plus de 15 ans, 408 (48,4 %) étaient employés à plein temps, 162 (19,2 %) à temps partiel, et 30 (3,6 %) étaient sans emploi.

## Tremblement de terre de Christchurch
Southshore fut sévèrement touché par le tremblement de terre du 4 septembre 2010 et par celui du 22 février 2011. Des dommages furent causés aux maisons et aux terrains. Southshore fut initialement placé en zone orange avant que le côté de la plage de Pagassus soit mis en zone verte le 29 octobre 2011. L’estuaire de Avon Heathcote (en) resta en zone orange en attendant qu'il soit décidé s’il était financièrement pire de réparer ou de reconstruire à cet endroit du fait de l'importance des dommages subis ainsi que le risque de subir d’autres contrecoups secondaires.

### La longue attente des sinistrés
En août 2011, les résidents furent informés qu’ils pourraient espérer avoir une décision sur le zonage des terres dans les six semaines. Plus tard dans le mois, il fut annoncé que la décision serait reportée à septembre 2011. Mi-septembre, la décision fut retardée du fait d'une « complexité inattendue ». Le 12 octobre 2011, Gerry Brownlee (en) en tant que responsable de la « Commission de réparation du séisme », s’excusa pour le délai et demanda à nouveau deux semaines de patience. Le 29 octobre 2011, la décision fut prise de couper Southshore en deux zones. En novembre, Brooklands fut classé en rouge, mais la décision pour le reste du secteur de Southshore fut à nouveau retardée. À la mi-décembre, Brownlee écrivit aux résidents, faisant état que la décision pourrait être prise avant Noël. Le 23 mars 2012, la décision du zonage des terres fut prise pour le reste du secteur de Linwood, Richmond et Avon Loop dans le centre-ville de Christchurch (en), alors que Brownlee écrivait aux propriétaires des 401 maisons de Southshore faisant état qu’ils pourraient y avoir une décision durant le mois d’avril 2012. Fin avril, Roger Sutton (en) en tant que directeur général de la Canterbury Earthquake Recovery Authority (en) adressa une excuse aux résidents pour de nouveaux délais. La décision fut prise le 18 mai 2012, avec 198 propriétés qui avaient été placées en zone rouge et les 203 propriétés restantes autorisées pour être à nouveau occupées et y vivre, sous couvert des réparations nécessaires.